# Purvciems
Purvciems est un voisinage de la Banlieue de Vidzeme à Riga en Lettonie.

## Géographie
Purvciems est un quartier de la banlieue de Vidzeme à l'est de la ligne de Riga à Lugaži (lv). 
Le quartier de Purvciems borde les quartiers de Teika, Mežciems, Dreiliņi, Pļavniekus, Dārzciems et Grīziņkalns. 
Les rues principales de Purvciems sont les rues Augusta Deglava iela, Gunāra Astras iela, Dzelzavas iela, Nīcgales iela, Braslas iela, Ieriķu iela et Lielvārdes iela. 
La superficie de Purvciems est de 5,017 km2.

## Immeubles résidentiels
Le premier plan détaillé complexe pour la construction du quartier résidentiel à plusieurs étages de Purvciems a été élaboré en 1964 au Bureau du plan général de Riga (architectes Gunārs Melbergs, Ruta Paikule et Dagnija Sila), cependant, en 1970, il a été partiellement retravaillé à l'Institut "Pilsētprojekts" (architectes Ēvalds Fogelis, Meynards Medinskis, Ivars Millers et Ruta Zene). 
La zone résidentielle de Purvciems est destinée à 65 000 habitants et se compose de six micro-quartiers, d'un centre public, d'espaces verts et sportifs adjacents à la forêt de Biķernieki.

## Transports
- Bus: 	 3. 6. 15. 20. 31. 47. 48. 49. 50. 51. 52. 58. 63.
- Trolleybus: 11. 13. 16. 17. 18. 22. 23. 35.
- Train: Gare de Zemitāni